# PGC 40549
LEDA/PGC 40549 (auch NGC 4373A) ist eine linsenförmige Galaxie mit ausgedehnten Sternentstehungsgebieten vom Hubble-Typ S0 im Sternbild Centaurus am Südsternhimmel. Sie ist schätzungsweise 126 Millionen Lichtjahre von der Milchstraße entfernt und hat einen Durchmesser von etwa 100.000 Lichtjahren. Die Galaxie weist ein Staubband (eine Dustlane) auf.

Im selben Himmelsareal befinden sich u. a. die Galaxien NGC 4373, IC 3370, IC 3290, PGC 40735.